# 金ヶ瀬村
金ヶ瀬村（かながせむら）は、昭和31年（1956年）まで宮城県柴田郡の北部にあった村。現在の大河原町西部にあたる。

## 地理
- 河川：白石川

## 沿革
- 明治22年（1889年）4月1日 - 町村制施行にともない、平村・堤村・新寺村の計3か村が合併して金ヶ瀬村が発足。村名は奥州街道の宿駅・金ヶ瀬宿より命名。
- 昭和31年（1956年）9月30日 - 大河原町と合併し、新制の大河原町となる。

## 行政

### 歴代村長
| 代 | 氏名         | 就任                       | 退任                       | 備考 |
| -- | ------------ | -------------------------- | -------------------------- | ---- |
| 1  | 山家安吉     | 明治22年（1889年）4月27日  | 明治23年（1890年）3月4日   |      |
| 2  | 高橋源左ェ門 | 明治23年（1890年）7月9日   | 明治41年（1908年）1月8日   |      |
| 3  | 大鷹三之助   | 明治41年（1908年）4月18日  | 明治42年（1909年）5月8日   |      |
| 4  | 高橋為治郎   | 明治42年（1909年）5月18日  | 明治43年（1910年）11月5日  |      |
| 5  | 山家久治郎   | 明治43年（1910年）12月19日 | 大正3年（1914年）12月18日  |      |
| 6  | 高橋為治郎   | 大正3年（1914年）12月28日  | 大正5年（1916年）10月5日   | 再任 |
| 7  | 山家幸内     | 大正5年（1916年）12月25日  | 大正12年（1923年）2月18日  |      |
| 8  | 山家小治郎   | 大正12年（1923年）10月29日 | 昭和7年（1932年）12月19日  |      |
| 9  | 青木豊治     | 昭和8年（1933年）1月11日   | 昭和21年（1946年）5月8日   |      |
| 10 | 長谷川養之丞 | 昭和21年（1946年）5月31日  | 昭和26年（1946年）12月28日 |      |
| 11 | 富川常三郎   | 昭和27年（1952年）4月6日   | 昭和25年（1950年）4月17日  |      |
| 12 | 鈴木一郎     | 昭和25年（1950年）5月25日  | 昭和31年（1956年）9月29日  |      |

## 交通

### 道路
- 国道4号